# Felipe Wu
Felipe Almeida Wu (ur. 11 czerwca 1992 r. w São Paulo) – brazylijski strzelec sportowy, srebrny medalista olimpijski z Rio de Janeiro.
Specjalizuje się w strzelaniu z pistoletu. Zawody w 2016 roku były jego debiutem olimpijskim. Po medal sięgnął w pistolecie pneumatycznym na dystansie 10 metrów. W tej konkurencji zajął drugie miejsce na igrzyskach młodzieży w 2010 roku i wygrał rywalizację na igrzyskach panamerykańskich w 2015 roku. Ma w dorobku sukcesy w rywalizacji kontynentalnej oraz zwycięstwa w zawodach Pucharu Świata.

## Igrzyska olimpijskie
| Igrzyska | Miejscowość    | Konkurencja                 | Kwalifikacje | Kwalifikacje | Finał                  | Finał                  |
| Igrzyska | Miejscowość    | Konkurencja                 | Wynik        | Pozycja      | Wynik                  | Pozycja                |
| -------- | -------------- | --------------------------- | ------------ | ------------ | ---------------------- | ---------------------- |
| IO 2016  | Rio de Janeiro | Pistolet pneumatyczny, 10 m | 580          | 7. Q         | 202,1                  | srebro                 |
| IO 2016  | Rio de Janeiro | Pistolet dowolny, 50 m      | 533          | 39.          | Nie zakwalifikował się | Nie zakwalifikował się |